# Jorge Enrique Concha Cayuqueo
Jorge Enrique Concha Cayuqueo OFM (Carahue, Chile, 8 de junho de 1958) é um ministro católico romano chileno e bispo de Osorno.
Jorge Enrique Concha Cayuqueo pertence ao povo indígena Mapuche. Ingressou na ordem franciscana em 1978 e foi ordenado sacerdote em 20 de dezembro de 1986. Depois de mais estudos, ele recebeu seu doutorado em ciências sociais pela Pontifícia Universidade Gregoriana.
Em 14 de julho de 2015, o Papa Francisco o nomeou Bispo Titular de Carpi e Bispo Auxiliar de Santiago do Chile. O arcebispo de Santiago do Chile, Cardeal Ricardo Ezzati Andrello SDB, o consagrou bispo em 29 de agosto do mesmo ano. Os co-consagradores foram o Bispo de Rancagua, Alejandro Goić Karmelić, e o Bispo de Temuco, Héctor Eduardo Vargas Bastidas SDB.
O Papa Francisco o nomeou Administrador Apostólico da diocese vaga de Osorno em 11 de junho de 2018. Em 5 de fevereiro de 2020, o Papa Francisco o nomeou Bispo de Osorno, com posse em 8 de março do mesmo ano.